# Павловский, Алексей Андреевич (Герой Советского Союза)
Алексе́й Андре́евич Павло́вский (1914—1943) — капитан Рабоче-крестьянской Красной Армии, участник Великой Отечественной войны, Герой Советского Союза (1943).

## Биография
Алексей Павловский родился 17 мая 1914 года в Великих Луках. Русский. После окончания пяти классов школы и школы фабрично-заводского ученичества работал сначала на железной дороге, затем на строительстве Кузнецкого металлургического комбината. Учился в Сибирском металлургическом институте и аэроклубе. В 1936—1939 годах проходил службу в Рабоче-крестьянской Красной Армии. Демобилизовавшись, проживал и работал на Дальнем Востоке. В сентябре 1942 года Павловский повторно был призван в армию. С 1943 года — на фронтах Великой Отечественной войны.
К октябрю 1943 года гвардии капитан Алексей Павловский командовал батальоном 19-го гвардейского воздушно-десантного полка 10-й гвардейской воздушно-десантной дивизии 37-й армии Степного фронта. Отличился во время битвы за Днепр. В начале октября 1943 года батальон Павловского отражал немецкие контратаки на плацдарме на западном берегу Днепра в районе села Мишурин Рог Верхнеднепровского района Днепропетровской области Украинской ССР, уничтожив 17 вражеских танков и около роты солдат и офицеров противника. В ожесточённых боях Павловский был контужен и взят в плен. 8 октября 1943 года заживо сожжён. Похоронен в селе Днепровокаменка Верхнеднепровского района Днепропетровской области Украины.
Указом Президиума Верховного Совета СССР от 20 декабря 1943 года за «образцовое выполнение боевых заданий командования на фронте борьбы с немецкими захватчиками и проявленные при этом мужество и героизм» гвардии капитан Алексей Павловский посмертно был удостоен высокого звания Героя Советского Союза. Также посмертно был награждён орденом Ленина.

## Память
- В честь Павловского названа улица в Комсомольске-на-Амуре и установлен памятник в Днепровокаменке[1].
- Мемориальная доска в память о Павловском установлена Российским военно-историческим обществом на здании школы № 3 Кемского района, где он учился.
- В Новокузнецке в честь Павловского названа улица и установлена мемориальная доска на доме.
- 29 мая 2017 года в честь Павловского была названа одна из безымянных вершин Кузнецкого Алатау[2].